# Westpunt (Curaçao)
Westpunt is een dorp gelegen aan de Westpuntbaai op de noordwestelijke punt van Bandabou, Curaçao, in de jaren 1860 gesticht door pas vrijgemaakte slaven. Er staan vakantiehuisjes van Europese Nederlanders, maar ook van Willemstedelingen. In Westpunt zelf is geen supermarkt, de dichtstbijzijnde ligt op ongeveer 15 minuten rijden van Westpunt. Er is wel een toko aan de Weg naar Westpunt, de hoofdweg uit Willemstad naar Westpunt.
De stranden rond Westpunt staan bekend om hun natuurlijke schoonheid, zoals het witte zand van Knip Beach, de kalkstenen klippen voor Playa Kalki, en het heldere water in de baai van Playa Jeremi.
Nabij de stad ligt ook het Landhuis Kenepa van de voormalige koloniale Kenepa Plantage, een van de best bewaarde landhuizen op het eiland. Het Landhuis Daniel aan de Weg naar Westpunt is een van de oudste, gebouwd rond het jaar 1700.

## Geboren
- Helmin Wiels (1958-2013), politicus

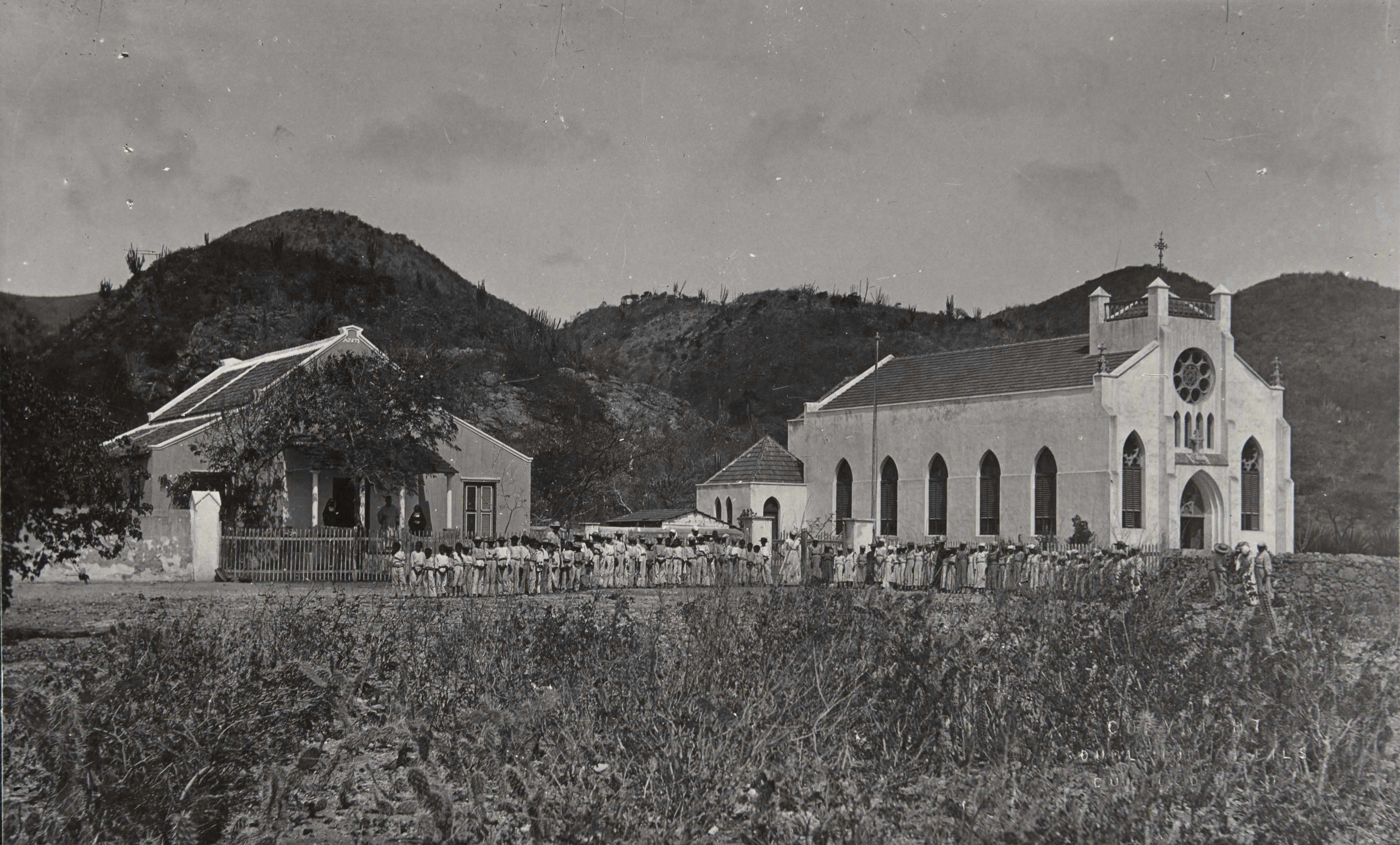
Katholieke kerk van Westpunt (foto van Soublette et Fils)